# Clarias cavernicola
Espèce
Statut de conservation UICN

 CR B1ab(iii)+2ab(iii) : 
En danger critique
Clarias cavernicola est une espèce de poissons-chats de la famille des Clariidae endémique de Namibie.

## Répartition
Ce poisson est endémique de sa localité type, la grotte d'Aigamas,, dans les environs du gouffre du Souffle du Dragon bien que certaines sources indiquent, à tort, que c'est dans celui-ci qu'il se rencontre. La grotte d'Aigamas mesure 18 m de longueur sur une largeur de 2,5 m et se situe entre 30 et 52 m de profondeur.

## Description
Clarias cavernicola mesure jusqu'à 161 mm, queue non comprise. Cette espèce est dépourvue de pigmentation. Sa tête est rectangulaire et son museau largement arrondi. Ses yeux sont très petits, recouverts de peau et situés dorsalement. 

## Systématique
Le nom valide complet (avec auteur) de ce taxon est Clarias cavernicola Trewavas, 1936,.

## Étymologie
Son épithète spécifique, du latin caverna, « cavité, ouverture », et du suffixe cola, « qui habite », fait référence à sa localité type.

## Publication originale
- (en) Ethelwynn Trewavas, « Dr. Karl Jordan's expedition to South-West Africa and Angola: The fresh-water fishes », Novitates Zoologicae, Londres, vol. 40,‎ 1936, p. 63-74 (ISSN 0950-7655, lire en ligne, consulté le 19 octobre 2023).